# Attilio Muggia

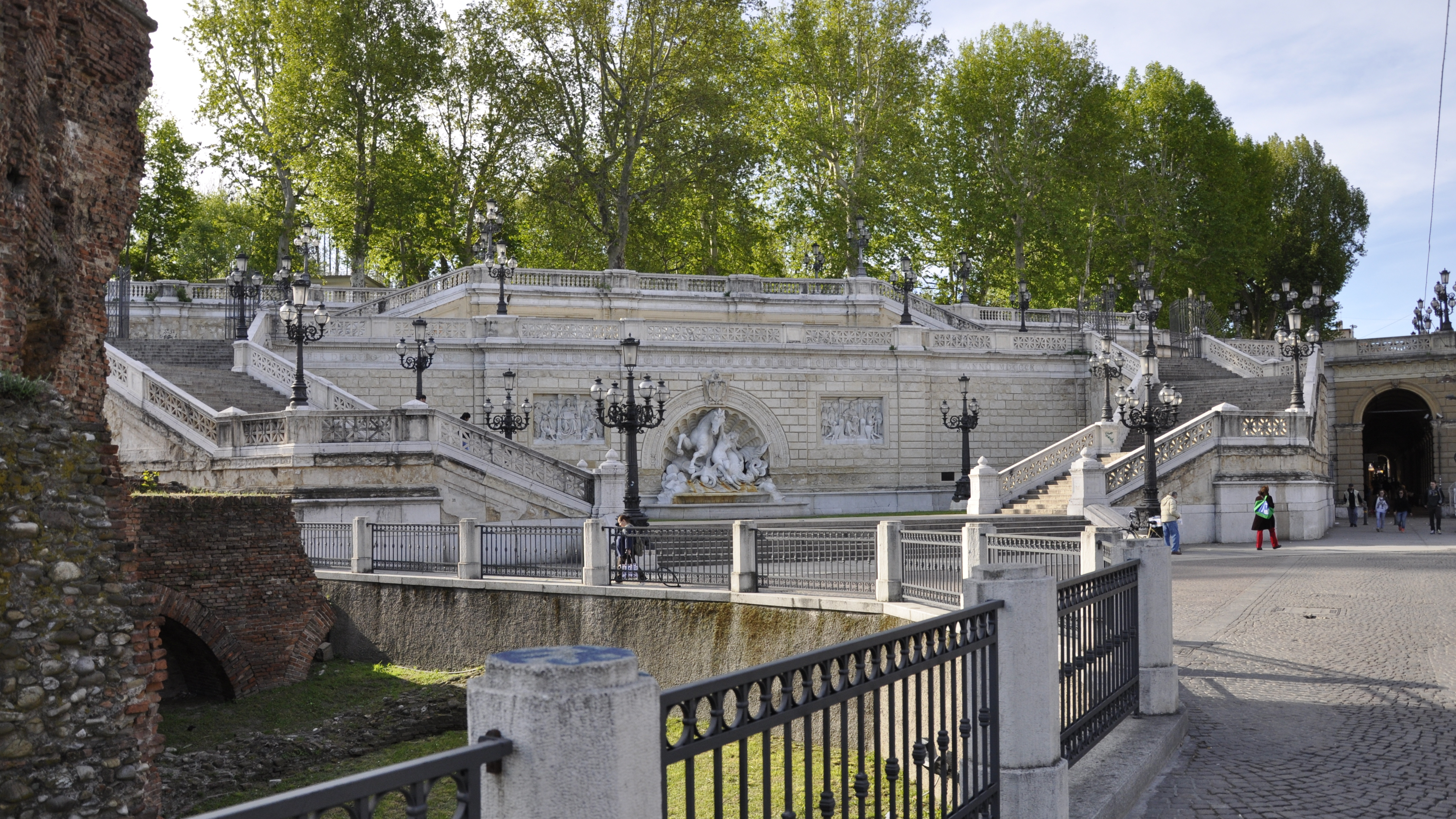
Scalinata della Montagnola, a Bologna

Attilio Giacomo Muggia (Venezia, 2 aprile 1861 – Bologna, 18 febbraio 1936) è stato un ingegnere e architetto italiano.

## Biografia
Fu il pioniere italiano del calcolo del cemento armato di cui detenne l'esclusiva.
Tenne la cattedra di architettura tecnica alla scuola d'ingegneria di Bologna dal 1912 al 1935.
A Bologna realizzò nel 1900 Villa Gina la prima costruzione di uso civile con i solai in calcestruzzo armato e con soluzioni d'avanguardia per l'epoca, come l'uso dell'asfalto per impermeabilizzare le terrazze o le originali serrande in lamiera d'acciaio alle finestre.
Dal 1905 al 1925 fu direttore tecnico generale della Società Costruzioni Cementizie con sedi a Bologna e Firenze.
Nel 1926 ebbe un ruolo importante nel progetto del Cementificio Marchino di Prato realizzato dall'architetto Leone Poggi.
Attilio Muggia morì a Bologna nel 1936. È sepolto nel campo israelitico del cimitero monumentale della Certosa di Bologna.
La città di Bologna gli ha intitolato una strada nelle adiacenze della Montagnola di cui, con Tito Azzolini (1837-1907), fu l'artefice della scalinata monumentale.
A Roma gli è stata dedicata una piazza.

## Opere
Alcune tra le sue opere:

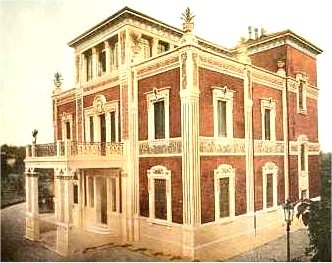
Villa Gina a Borgo Panigale

- la Poliambulanza Felsinea, Bologna (1895)
- la scalea della Montagnola, Bologna (1896)
- il palazzo Bacigalupo, Bologna (1898)
- Villa Gina, Borgo Panigale (BO) (1900)
- il ponte sul Magra (1908)
- la Caserma Duca degli Abruzzi, La Spezia (1916)
- i moli di Porto Corsini, di Pescara e di La Spezia
- la diga sul Tagliamento
- il Banco di Napoli, Bologna (1932)

## Cariche ricoperte[6]
- Presidente della Commissione per la riforma del regolamento delle costruzioni in cemento armato
- Membro della Commissione nazionale per le invenzioni di guerra durante il primo conflitto mondiale
- Membro del Comitato per l’ingegneria del Consiglio Nazionale delle Ricerche
- Vice presidente della Commissione per la facciata di San Petronio di Bologna
- Unico membro per l’Italia della Commissione internazionale per il concorso per il palazzo della Società delle Nazioni a Ginevra
- Presidente dell’Associazione Ingegneri di Bologna
- Membro effettivo di Bologna storico artistica
- Nominato professore emerito dopo cinquant’anni d’insegnamento e quattro di direttorato